# Herakleides
Herakleides från Pontos, född 390 f.Kr., död omkring 310 f.Kr., var en grekisk astronom och filosof. Han verkade vid Platons akademi i Aten och var den förste som förklarade att himlens dagliga rörelse beror på att klotet jorden vrider sig kring en egen axel, ett varv per dygn.
Herakleides tog ytterligare ett steg från Filolaos mot senare tiders bild av solsystemet genom att hävda att planeterna Merkurius och Venus kretsar omkring Solen. Detta hade han observationellt stöd för, eftersom dessa planeter alltid uppträder i solens närhet, där de endast kan iakttas på morgon eller kväll.
Alla hans skrifter har gått förlorade, men av andras skildringar förefaller han aldrig ha tagit steget fullt ut som nummer ett att påstå att alla planeterna inklusive jorden rör sig runt solen.